# Scorbut
Scorbut ist eine deutschsprachige Band aus Wandlitz (Ortsteil Zerpenschleuse) in Brandenburg.

## Geschichte
Die Band wurde im Sommer 2001 in Zerpenschleuse gegründet. 2004 erschien in Eigenproduktion das Debütalbum „Delirium“.
2005 trat Tutte der Band als Sänger bei. In den darauffolgenden Jahren bestritt Scorbut zahlreiche Liveauftritte im Berliner und Brandenburger Raum. Seit ihrer Gründung hat die Band hunderte Konzerte gespielt und trat unter anderem in den Vorprogrammen von Bands wie beispielsweise Knorkator, Toxpack, Nullpunkt und Larrikins auf.
Im Jahr 2008 veröffentlichte Scorbut unter dem Label Randale Records das Album „Unter Die Haut“. Nach Formationswechseln innerhalb der Band arbeitet Scorbut seit 2015 an einem weiteren Album.
2016 erschien unter dem neuen Label Street Justice Record das langersehnte dritte Album Prototyp Mensch.
Scorbut sind mit dem Titel „Someones gonna die“ auf dem 2015 erschienenen Sampler „The Nidge Blitz Memorial“ vertreten. Als Gastsänger tritt bei diesem Song Daniel „Schulle“ Schulz auf.

## Stil
Der Stil von Scorbut vereint die unterschiedlichen Musikgeschmäcker der einzelnen Bandmitglieder und weist Einflüsse aus Rock ’n’ Roll, Punkrock und Metal aus drei Musikergenerationen auf. Zudem lässt sich der Stil der Band zum Anti-Stablishment einordnen.

## Diskografie
Alben
- Delirium (CD, 2004, Eigenproduktion)
- Unter die Haut (CD, 2008, Randale Records)
- Prototyp Mensch (CD, 2016, Streetjustice Records)

Vinyl
- Prototyp Mensch (LP, 2017, Streetjustice Records)

Sampler
- Tribute to Goyko Schmidt (LP, 2014)[4]
- The Nidge Blitz Memorial (CD, 2015)